# Element dyskretny
Element dyskretny – nazwa pojedynczych podstawowych elementów elektronicznych, takich jak rezystory, kondensatory, diody, lampy elektronowe, tranzystory, tyrystory itp., umieszczonych w obudowie i posiadających wyprowadzenia, tj. kontakty elektryczne, przystosowane do montażu przewlekanego, powierzchniowego lub montażu innego rodzaju.

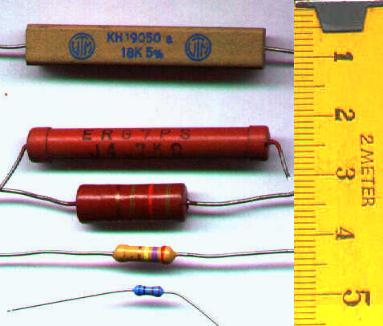
rezystory
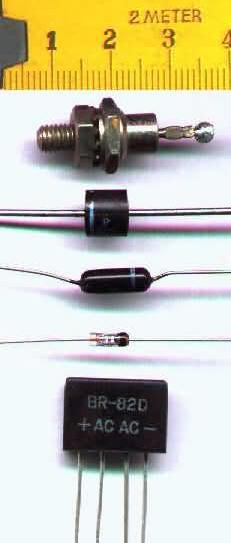
diody
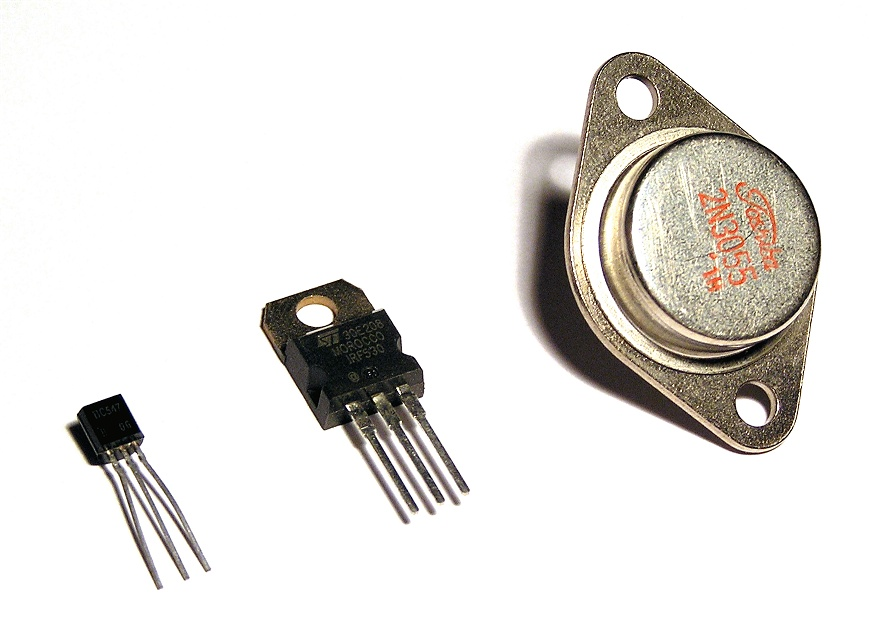
tranzystory

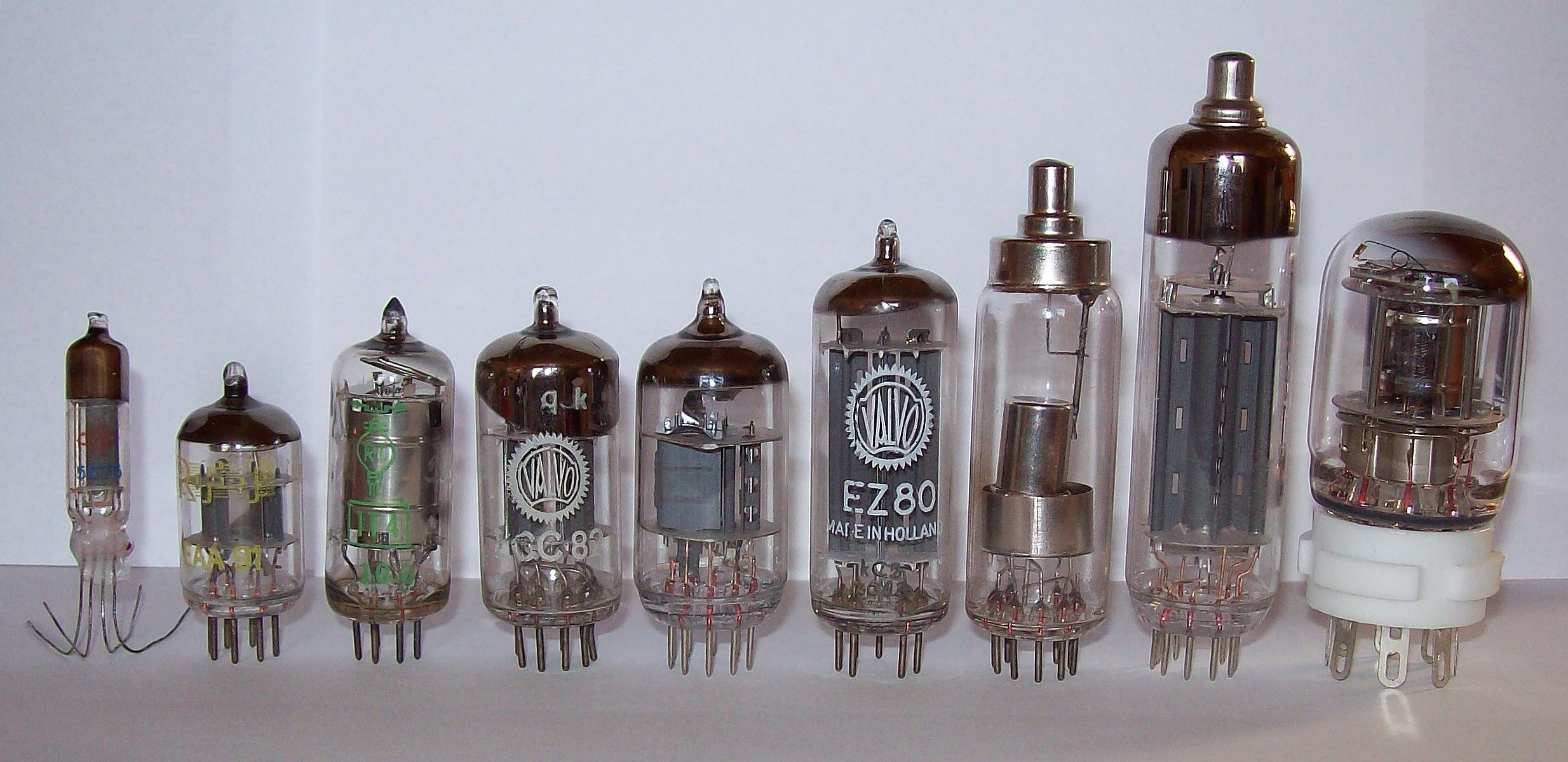
lampy elektronowe